# Agresja (psychologia)
Agresja (łac. aggresio – napaść) – w psychologii określenie zachowania intencjonalnego ukierunkowanego na zewnątrz lub do wewnątrz, mającego na celu spowodowanie szkody fizycznej lub psychicznej.
Wyróżniana jest m.in.:
- agresja wroga – agresja, która ma na celu zranienie lub zadanie bólu
- agresja instrumentalna – agresja służąca innemu celowi niż zranienie lub zadanie bólu, np. zastraszenie, usunięcie konkurencji itp.
- agresja prospołeczna – chroniąca interesy społeczne, obrona (służąca interesom jednostki i społeczeństwa)
- agresja indukowana – powstająca w efekcie psychomanipulacji
- agresja odroczona
- autoagresja – agresja skierowana na własną osobę

W psychologii nie ma zgody co do przyczyn i mechanizmów powstawania zachowań agresywnych.

## Agresja w innych nurtach psychologii
Nie wszyscy zgadzają się z definicją agresji, przyjmowaną w psychologii społecznej. Niektórzy badacze rozumieją agresję jako wrodzony popęd, a nie zachowanie. Tak rozumiana jest agresja w teoriach psychologii głębi, np. w psychoanalizie i teoriach pochodnych, psychologii ewolucyjnej oraz po części w neuropsychologii. Według badaczy z tego nurtu agresja jest popędem wrodzonym, który działa podobnie jak popęd seksualny: wraz z upływem czasu dochodzi do kumulowania się napięcia popędowego, które co pewien czas musi zostać rozładowane w odpowiednim zachowaniu. Ludzie różnią się siłą popędu (czytaj: częstością aktów agresywnych) oraz dojrzałością mechanizmów, które przekładają siłę popędu (impuls popędowy) na zachowanie – czyli dojrzałością reakcji agresywnych. Badacze z tego nurtu skupiają się na opisaniu rozwoju agresji w ciągu życia oraz badaniu biologicznego podłoża agresji (np. wpływu hormonów, genów, neurotransmiterów i innych czynników biologicznych na zachowania agresywne).
Jeszcze inne ujęcie proponuje teoria frustracji-agresji. Badacze ci są zdania, że przyczyną zachowań agresywnych są nieprzyjemne sytuacje i stany – frustracje. W myśl tej teorii zachowania agresywne są zwykle sprowokowane przez czynniki zewnętrzne, które wywołują u ludzi nieprzyjemne stany wewnętrzne takie jak gniew, lęk, ból, nuda, etc. Instynktowną reakcją na te nieprzyjemne stany staje się zachowanie agresywne. Badacze z tego nurtu opisywali przyczyny pojawiania się frustracji, czynniki nasilające frustrację oraz procesy poznawcze, od których zależy interpretowanie danej sytuacji jako frustrującej, w odróżnieniu od sytuacji wywołującej deprywację.